# Racinaea domingosmartinis
Racinaea domingosmartinis é uma espécie de planta do gênero Racinaea e da família Bromeliaceae. 

## Taxonomia
A espécie foi descrita em 1993 por Jason Randall Grant. 
O seguinte sinônimo já foi catalogado:  
- Tillandsia domingos-martinis  Rauh

## Forma de vida
É uma espécie epífita e herbácea. 

## Descrição
| Caule                                           | Caule             |
| ----------------------------------------------- | ----------------- |
| propagação vegetativa                           | broto lateral     |
| Folha                                           |                   |
| ápice da lâmina foliar                          | agudo             |
| cor da lâmina foliar                            | verde             |
| em roseta                                       | utricular         |
| forma da lâmina foliar                          | linear triangular |
| largura da lâmina foliar                        | 1                 |
| Inflorescência                                  |                   |
| ápice das bráctea floral                        | reta              |
| carena das bráctea floral                       | ausente           |
| cor das bráctea floral                          | verde             |
| orientação das flor na raque                    | dística           |
| posição                                         | pendente          |
| posição das flor na antese                      | ereta             |
| tipo de ramificação                             | espiga dupla      |
| torcida das flor                                | não secunda       |
| Flor                                            |                   |
| cor da pétala                                   | branca            |
| flor simetria                                   | zigomorfa         |
| forma da pétala                                 | obovada           |
| posição dos estame e pistilo na antese          | radial            |
| posição dos estame em relação a fauce da corola | incluso           |

## Conservação
A espécie faz parte da Lista Vermelha das espécies ameaçadas do estado do Espírito Santo, no sudeste do Brasil. A lista foi publicada em 13 de junho de 2005 por intermédio do decreto estadual nº 1.499-R. 

## Distribuição
A espécie é encontrada no estado brasileiro de Espírito Santo. 
A espécie é encontrada no domínio fitogeográfico de Mata Atlântica, em regiões com vegetação de floresta ombrófila pluvial.